# Moskvitch
Moskvitch (em russo:  Москвич) (também escrita como Moskvich, Moskvič ou Moskwitsch) é uma marca de automóveis soviética/russa produzida pela AZLK de 1946 a 1991 e pela OAO Moskvitch de 1991 a 2001 e posteriormente retornou à produção em 2022.
OAO Moskvitch é um nome de empreendimento privatizado dado à antiga fábrica para evitar problemas legais após a dissolução da União Soviética em 1991. Como a fábrica não tinha filiais de montagem fora da Rússia depois de 1991, seu nome é amplamente usado hoje para se referir ao prédio localizado na parte oriental inferior de Moscou.
A própria palavra moskvich (em russo:  москвич) se traduz como "um nativo de Moscou, um moscovita". Foi usado para apontar a localização original dos carros fabricados lá.

## Retorno em 2022

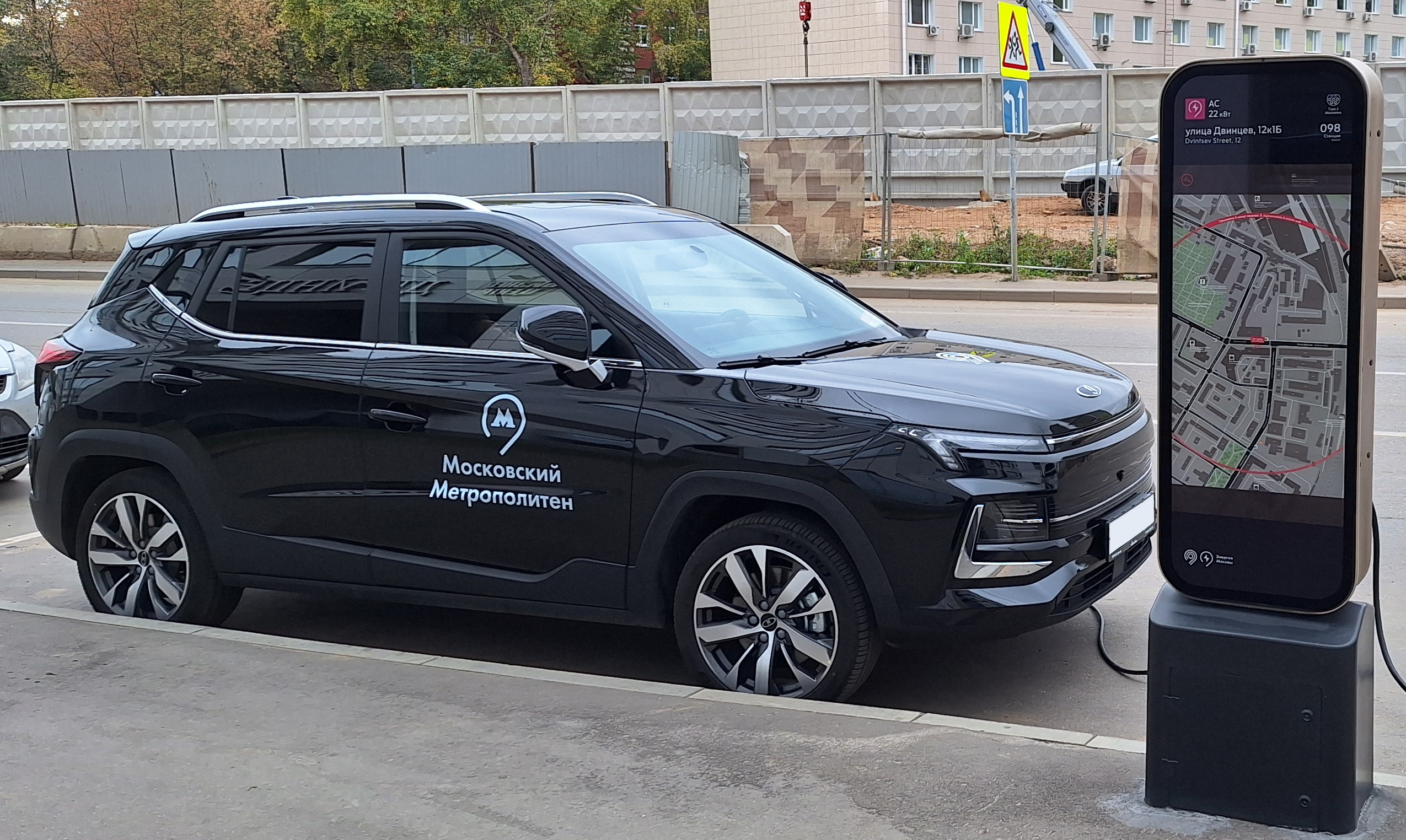
Moskvitch 3e

Em maio de 2022, como resultado das sanções ocidentais contra a Rússia, a Renault vendeu sua fábrica em Moscou para o governo da cidade de Moscou, que pretendia nacionalizar a instalação para produção renovada de veículos sob o nome Moskvitch.
A Moskvitch apresentou a sua nova gama de modelos a 6 de julho de 2022: um sedan e 3 SUVs, sendo que o Modelo I tem uma versão a combustível e também uma versão elétrica. Os carros têm nomes compostos por algarismos romanos, de I e II a IV. Todos os modelos são carros rebatizados do fabricante chinês JAC.
Em 20 de outubro, o prefeito de Moscou, Sergey Sobyanin, disse que a produção de veículos Moskvich será retomada em dezembro na antiga fábrica da Renault em Moscou, agora rebatizada de Fábrica de Automóveis de Moscou Moskvich, que está inativa depois que a Renault decidiu deixar o mercado russo.
Em 26 de dezembro de 2022, o Moskvitch 3 e o Moskvitch 3e foram colocados à venda na Rússia.

### Modelos
- Moskvitch 3[7] (2022–presente)
- Moskvitch 3e[7] (2022–presente)